# Hjalmar Nilsson (botaniker)
Nils Hjalmar Nilsson, ofta N. Hjalmar Nilsson, född den 29 januari 1856 i Asarum, död den 15 april 1925 i Svalöv, var en svensk botaniker och växtförädlare.
Nilsson blev filosofie licentiat 1883 samt filosofie doktor och docent i botanik i Lund 1886, assistent vid Sveriges utsädesförenings förädlingsanstalt vid Svalöv 1888 och var föreståndare för samma anstalt 1890-1924. Han fick 1902 professors titel. 
Nilsson företog en botanisk resa i Spanien 1883 och författade 1881-88 flera floristiska uppsatser. Hans förnämsta rent botaniska arbete har morfologiskt innehåll, Dikotyla jordstammar (i Lunds universitets årsskrift 1885). Efter sin anställning vid Svalövsanstalten skrev han åtskilliga redogörelser för dess verksamhet, såsom Ytterligare viktiga framsteg i Svalöfs förädlingsmetod (1902), Åkerbruksväxternas skötsel och förädling, särskildt sädesslagens (1906) och Svensk utsädesförädling på Svalöf, ett tjuguårigt arbete (1907). 
Under Nilssons ledning förändrades arbetssättet vid Svalöv så, att man från det dittills brukade massurvalet ur de försöksodlade grödorna övergick till så kallad pedigreeodling, det vill säga odling av avkomman efter enskilda plantor, samt urval av de sålunda erhållna stammar, som vid fortsatt jämförande odling visade sig fördelaktigast. Däremot var han avgjord motståndare till att använda korsning vid förädlingsarbetet på Svalöv. Dettas resultat visade sig snart i ett antal omedelbart mer eller mindre beständiga sädessorter av framstående beskaffenhet, och Svalövsanstalten riktade under hans ledning jordbruket med ett antal utmärkta sädessorter samt härigenom och vann genom hans skrifter ett betydande inom och utom landet. Under 1900-talet ägnade han sitt vetenskapliga arbete huvudsakligen åt utredning av en rationell metod för rotfrukters förädling.
Nilsson blev 1901 ledamot (1921 hedersledamot) av Lantbruksakademien och erhöll dess stora guldmedalj 1925 samt invaldes 1907 som ledamot av Fysiografiska sällskapet i Lund. Han var länge ledamot av Skånska trädgårdsföreningens styrelse, blev 1924 hedersledamot av denna förening och samma år tilldelad dess stora guldmedalj.
Svenska utsädesföreningens park i Svalöv, anlagd 1889-91,  erhöll i samband med föreningens 75-årsjubileum 1961 namnet Hjalmar Nilssons park.